# Mint (Album)
Mint ist das erste Studioalbum der deutschen Musikerin Alice Merton. Das Album wurde am 18. Januar 2019 über das eigene Label Paper Planes veröffentlicht.

## Entstehung
Bereits 2016 begannen die Arbeiten an dem Album. Da Alice Merton noch nicht über eine ausreichende Anzahl an Liedern verfügte, wurde am 3. Februar 2017 die EP No Roots veröffentlicht, auf der die beiden auch auf dem Album verwendeten Lieder No Roots und Lash Out erschienen. Ursprünglich sollte das Album im Herbst 2018 erscheinen. Dieser Termin musste aufgrund des Erfolges der Single No Roots und der damit verbundenen länger werdenden Tournee verschoben werden. Merton nutzte die Zeit auf Tournee, um ihre Gedanken zu Texten zu formen. Die Musik auf dem Album entstand nicht auf Tour, sondern im Studio.
Produziert wurde das Album von Nicolas Rebscher und Alice Merton. Das Lied Funny Business wurde von Merton und John Hill produziert. Die Aufnahmen fanden Ende 2018 im Funkhaus Nalepastraße in Berlin statt und dauerten länger als geplant. In den USA erschien das Album über das Label Mom + Pop Music. Für die Lieder Why So Serious, Funny Business und Learn to Live wurden Musikvideos veröffentlicht. Die LP-Version erschien auf pfefferminzaromatisiertem Vinyl.

## Hintergrund
Der Albumtitel bezieht sich auf die Pflanze Minze. Auf dem Albumcover sieht man Alice Merton mit einem Minzblatt im Mund. In einem Interview erklärte Merton, dass sie eines Tages aufwachte und wusste, dass das Album so heißen sollte. Außerdem würde Minze ihr helfen, wenn sie Angst habe, z. B. in Form von Minztee oder Kaugummi.

„Minze hilft, aber nur gegen die Symptome, nicht gegen die Gründe, warum mich diese Ängste plagen. Manchmal geraten sie außer Kontrolle, ich meditiere und denke, dass ich eine Angsttherapie machen sollte. Was mir aber auf jeden Fall immer Linderung verschafft, ist Songs zu schreiben.“

Learn to Live reflektiert die letzten drei Jahre mit der Gründung eines eigenen Plattenlabels. Darüber hinaus wünscht sie sich, leben zu können, ohne ständig über die Konsequenzen ihres Handelns nachdenken zu müssen. Das Lied 2 Kids handelt von Merton und ihrem Kommilitonen Paul Grauwinkel. Beide studierten an der Popakademie Baden-Württemberg in Mannheim und lernten sich an einer Bushaltestelle kennen. Gemeinsam zogen sie später nach Berlin, um eine Musikkarriere zu starten. In Homesick singt Merton darüber, dass sie kein Heimweh nach bestimmten Orten empfindet, sondern eher Menschen vermisst, weil sie selbst an vielen verschiedenen Orten aufwuchs.
I Don’t Hold a Grudge ist eine Abrechnung mit einem Freund, der Merton in einer wichtigen Phase ihres Lebens im Stich ließ. Das einzige Liebeslied auf dem Album ist Honeymoon Heartbreak. Trouble in Paradise handelt von einem Streit mit ihrem Produzenten während der Aufnahmen. Why So Serious beschreibt hingegen Mertons Meinung, dass Menschen sich selbst nicht zu ernst nehmen sollten. Ferner ist das Lied eine Reaktion auf die vielen Fragen an sie, ob Alice Merton jetzt ein One-Hit-Wonder sei oder ob sie wegen des großen Erfolges von No Roots großen Druck verspüre.

## Titelliste
| #  | Titel                 | Autor(en)                                        | Produzent(en)                  | Länge |
| -- | --------------------- | ------------------------------------------------ | ------------------------------ | ----- |
| 1  | Learn to Live         | Alice Merton, Nicolas Rebscher                   | Alice Merton, Nicolas Rebscher | 3:56  |
| 2  | 2 Kids                | Alice Merton, Nicolas Rebscher                   | Alice Merton, Nicolas Rebscher | 3:31  |
| 3  | No Roots              | Alice Merton, Nicolas Rebscher                   | Alice Merton, Nicolas Rebscher | 3:55  |
| 4  | Funny Business        | Alice Merton, John Hill                          | Alice Merton, John Hill        | 3:05  |
| 5  | Homesick              | Alice Merton, Nicolas Rebscher                   | Alice Merton, Nicolas Rebscher | 3:16  |
| 6  | Lash Out              | Alice Merton, Dave Bassett                       | Alice Merton, Dave Bassett     | 3:14  |
| 7  | Speak Your Mind       | Alice Merton, Nicolas Rebscher                   | Alice Merton, Nicolas Rebscher | 3:32  |
| 8  | I Don’t Hold a Grudge | Alice Merton, Pete Hutchings, Nicolas Rebscher   | Alice Merton, Nicolas Rebscher | 3:39  |
| 9  | Honeymoon Heartbreak  | Alice Merton, Michelle Leonard, Nicolas Rebscher | Alice Merton, Nicolas Rebscher | 3:23  |
| 10 | Trouble in Paradise   | Alice Merton, Tobias Kuhn, Nicolas Rebscher      | Alice Merton, Nicolas Rebscher | 2:57  |
| 11 | Why So Serious        | Alice Merton, Nicolas Rebscher                   | Alice Merton, Nicolas Rebscher | 3:43  |

## Rezeption

### Rezensionen
Laut Manuel Berger von laut.de wäre es „ignorant, Alice Merton wegen des Lieds No Roots als One-Hit-Wonder abzustempeln, da sie mit ihrem Debütalbum fast ein Dutzend Gegenargumente liefert“. Mit ihrer „Vielfalt und dem unbedingtem Willen zum eigenen Stil bildet Mint eine gute Grundlage, um darauf eine nachhaltige Karriere aufzubauen“. Elisabeth Woronzoff vom Onlinemagazin Pop Matters beschrieb Mint als „ein elektrisierendes und befähigendes Album, das Alice Mertons Position in der Popmusik bekräftigt und ihre Stärken als Künstlerin bestärkt“. Die einzige „Schwachstelle wären die lyrischen Klischees“.
Für Felix Heinecker vom Onlinemagazin Plattentests.de gibt es auf Mint neben No Roots „zehn frische Stücke, die meist einen rockigen Einschlag innerhalb des Pop-Spektrums verfolgen und vor allem ein wunderbar prägnantes Bassspiel aufweisen“. Mit nicht mal 39 Minuten Spielzeit wäre das Album „kompakt genug, um keine Langeweile aufkommen zu lassen“. Allerdings bleibe laut Heinecker unklar, warum „ein paar Songs im 08/15-Schema“ folgen.

### Chartplatzierungen
Mint stieg auf Platz zwei der deutschen Albumcharts ein. In Österreich und der Schweiz belegte das Album Platz 19 bzw. 21. Die Single Why So Serious erreichte Platz 66 der österreichischen Singlecharts.